# Vùng Hải quân Yokosuka

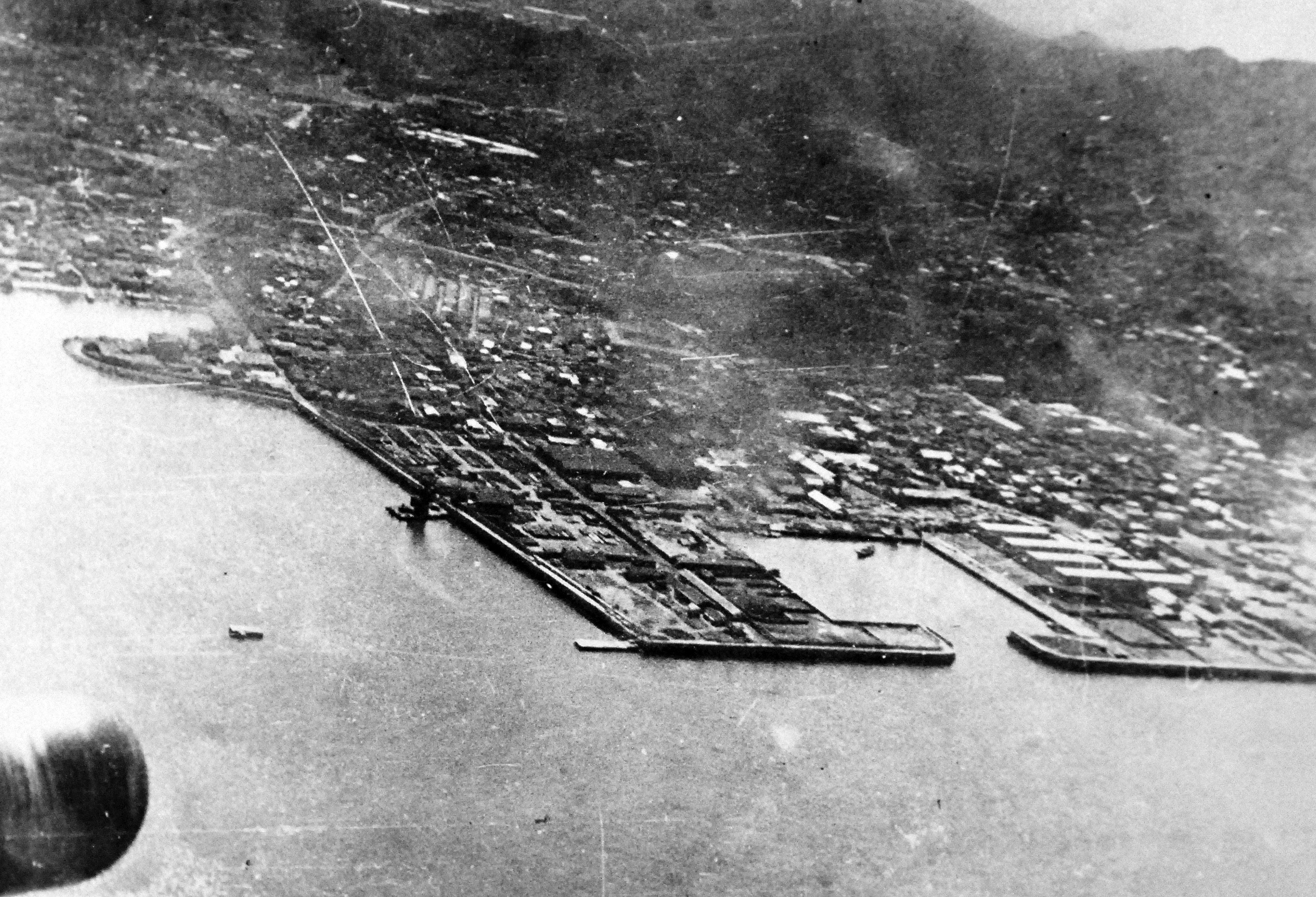
Bộ tham mưu Hải quân Yokosuka tháng 4 năm 1942

Vùng Hải quân Yokosuka (横須賀鎮守府 Yokosuka chinjufu) là cơ sở đầu tiên trong bốn quận hành chính chính của Hải quân Đế quốc Nhật Bản trước chiến tranh. Lãnh thổ của nó bao gồm vịnh Tokyo và bờ biển giáp Thái Bình Dương của miền trung và miền bắc Honshū từ bán đảo Kii đến bán đảo Shimokita. Trụ sở chính của nó, cùng với hầu hết các cơ sở của nó, bao gồm cả Quân xưởng Hải quân Yokosuka, được đặt tại thành phố Yokosuka, với tất cả cơ sở đó thuộc Căn cứ Hải quân Yokosuka.

## Lịch sử
Vị trí của Yokosuka tại lối vào chiến lược vịnh Tokyo đã được cho là quan trọng của Mạc phủ Tokugawa và chính quyền Meiji sơ khai. Năm 1866, chính phủ Mạc phủ Tokugawa thành lập Yokosuka Seisakusho, một quân xưởng và căn cứ hải quân, với sự giúp đỡ của các kỹ sư nước ngoài, trong đó có kiến trúc sư hải quân Pháp Léonce Verny. Cơ sở mới này được thiết kế để sản xuất các tàu chiến và trang thiết bị hiện đại, kiểu phương Tây cho hải quân Tokugawa. Sau cuộc chiến tranh Boshin và cải cách Minh Trị, chính phủ Meiji nắm quyền kiểm soát cơ sở này vào năm 1871, đổi tên thành Yokosuka Zosenjo (Xưởng đóng tàu Yokosuka). Vào tháng 8 năm 1876, Hải quân Đế quốc Nhật Bản được tổ chức thành các khu vực chiến lược phía đông và phía tây, với khu vực phía đông Tōkai chinjufu (東海鎮守府) đặt tại Yokosuka, và khu phía tây Saikai chinjufu (西海鎮守府) có trụ sở tại Nagasaki. Tuy nhiên, để dễ dàng liên lạc với trụ sở hải quân ở Tokyo, Quận Hải quân Tōkai được chuyển đến Yokohama vào tháng 9 năm 1876.
Với việc tổ chức lại Hải quân Đế quốc Nhật Bản vào tháng 4 năm 1886, Nhật Bản được chia thành năm quận hải quân để chiêu mộ và cung cấp nhu yếu phẩm, và trụ sở của Quận Hải quân Tokai được chuyển về Yokosuka, trở thành Vùng Hải quân Yokosuka với Quân xưởng Yokosuka được đặt dưới lệnh của nó. Như với tất cả các vùng hải quân, nó đã thuộc chỉ đạo của Bộ Hải quân trong thời bình, và dưới sự chỉ huy của các hạm đội đóng quân trong các vùng trong thời gian chiến tranh. Một Cục Chiến tranh ngư lôi được thành lập tại Yokusuka vào tháng 6 năm 1885. Trong một cuộc tái tổ chức hành chính nữa của Hải quân Nhật Bản năm 1889, Yokosuka được chỉ định là "Quận Hải quân thứ nhất (第一海軍区 (Đệ Nhất Hải quân khu) Dai-Ichi Kaigunku), cảng của nó đã được nạo vét, một đê chắn sóng mở rộng và số cơ sở neo đậu tàu chiến đã được tăng lên. Một Cục Chiến tranh mìn cũng đã được thành lập. Năm 1893, các trường học về kỹ thuật cơ khí hải quân, chiến tranh ngư lôi và pháo binh hải quân được thành lập. Các trường học về kỹ thuật hải quân và chiến tranh mìn theo sau năm 1907 và một trung tâm y tế hải quân vào năm 1908. Các cơ sở hàng không hải quân được thành lập vào tháng 6 năm 1912, theo sau là một cơ sở truyền thông không dây vào tháng 4 năm 1913. 
Ngày 14 tháng 1 năm 1917, tàu tuần dương bọc thép Tsukuba phát nổ và chìm ở cảng Yokosuka trong một tai nạn. Cục Xây dựng Hải quân được thành lập vào năm 1921. Vào tháng 6 năm 1930, Trường Truyền thông Liên lạc Hải quân được thành lập, nhưng Trường Mìn Hải quân được thành lập độc lập với quận hải quân. Một trường hàng không hải quân được thành lập vào tháng 4 năm 1934.

### Chiến tranh Thái Bình Dương
Vào giai đoạn cuộc tấn công Trân Châu Cảng vào năm 1941, cơ cấu tổ chức của Vùng Hải quân Yokosuka là như sau:
- Bộ tư lệnh vùng Hải quân Yokosuka
  - Căn cứ Hải quân Yokosuka
    - Bộ tư lệnh căn cứ Hải quân Yokosuka
    - Trung tâm Truyền thông Liên lạc Yokosuka
    - Cục Tiếp tế Yokosuka
    - Cục Kế toán
    - Cục Xây dựng
    - Đơn vị cảng và bến
    - Quân xưởng Hải quân Yokosuka
    - Bệnh viện Hải quân
    - Nhà tù hải quân
    - Kho nhiên liệu hải quân
    - Đơn vị đồn trú căn cứ Yokosuka
    - Doanh trại hải quân Yokosuka thứ nhất[3]
    - Doanh trại hải quân Yokosuka thứ hai[3]
    - Lực lượng đổ bộ hải quân đặc biệt Yokosuka

  - Căn cứ tàu ngầm Yokosuka
  - Hạm đội An ninh Yokosuka[3]
    - Tàu tuần dương phụ trợ Noshiro Maru, tàu pháo phụ trợ Shoei Maru, Meiji Maru số 1
    - Hạm đội phòng thủ địa phương Yokosuka[3]
    - Đội tàu quét mìn số 25; Tàu quét mìn phụ trợ Misago Maru số 1, Misago Maru số 3, Kongo Maru số 2, Naruo Maru, Shintohoku Maru, Togo Maru
    - Đội tàu quét mìn số 26; Tàu quét mìn phụ trợ Banshu Maru số 18, Keijin Maru số 1, Keijin Maru số 2, Showa Maru số 10,

  - Tàu mẹ tàu ngầm Komahashi[3]
  - Khu trục Sawakaze, Yuugumo[3]
  - Tàu đuổi tàu ngầm số 22, số 23[3]
  - Kōkūtai (Trung đoàn không quân) Yokosuka (Oppama)
  - Kōkūtai Tateyama
  - Kōkūtai Kisarazu
  - Kōkūtai kết hợp số 11 (Huấn luyện)
    - Kōkūtai Kasumigaura
    - Kōkūtai Tsukuba
    - Kōkūtai Yatabe
    - Kōkūtai Hyakurihara (tỉnh Ibaraki)
    - Kōkūtai Kashima
    - Kōkūtai Suzuka
    - Kōkūtai Tsuchiura

Yokosuka bị đánh bom bởi máy bay Hải quân Hoa Kỳ và Không quân Lục quân Hoa Kỳ trong giai đoạn cuối của Chiến tranh Thái Bình Dương, đáng chú ý nhất trong cuộc tấn công vào Yokosuka ngày 18 tháng 7 năm 1945, nhưng nhiều cơ sở của nó đã bị lực lượng Đồng minh bắt giữ nguyên vẹn. Khu vực Yokosuka bị quân đội Mỹ chiếm đóng trong thời gian chiếm đóng Nhật Bản, và hầu hết các cơ sở của vùng Hải quân Yokosuka cũ được kế thừa bởi Hạm đội 7 Hoa Kỳ và bây giờ được gọi là Hoạt động Hạm đội Hoa Kỳ Yokosuka. Một phần nhỏ của khu vực tiếp tục được sử dụng bởi lực lượng Phòng vệ biển Nhật Bản thời hậu chiến, vốn đã bảo tồn một phần của các cổng gạch đỏ nguyên bản.

## Danh sách chỉ huy

### Danh sách chỉ huy Quận hải quân Tōkai
| STT | Tên                 | Chân dung | Quân hàm     | Nhiệm kì             | Nhiệm kì             |
| STT | Tên                 | Chân dung | Quân hàm     | Bắt đầu              | Kết thúc             |
| --- | ------------------- | --------- | ------------ | -------------------- | -------------------- |
| 1   | Itō Sukemaro        |           | Phó Đô đốc   | 5 tháng 9 năm 1876   | 5 tháng 3 năm 1880   |
| 2   | Abo Kiyoyasu        |           | Chuẩn Đô đốc | 5 tháng 3 năm 1880   | 4 tháng 12 năm 1880  |
| 3   | Nakamuta Kuranosuke |           | Phó Đô đốc   | 4 tháng 12 năm 1880  | 17 tháng 6 năm 1881  |
| 4   | Nire Kagenori       |           | Phó Đô đốc   | 17 tháng 6 năm 1881  | 12 tháng 10 năm 1882 |
| 5   | Nakamuta Kuranosuke |           | Phó Đô đốc   | 12 tháng 10 năm 1882 | 14 tháng 12 năm 1884 |

### Giám đốc điều hành Vùng Hải quân Yokosuka
| STT | Tên                 | Chân dung | Quân hàm   | Nhiệm kì             | Nhiệm kì            |
| STT | Tên                 | Chân dung | Quân hàm   | Bắt đầu              | Kết thúc            |
| --- | ------------------- | --------- | ---------- | -------------------- | ------------------- |
| 1   | Nakamuta Kuranosuke |           | Phó Đô đốc | 14 tháng 12 năm 1884 | 26 tháng 4 năm 1886 |

### Danh sách chỉ huy Vùng Hải quân Yokosuka
| STT               | Tên                            | Chân dung | Quân hàm                                          | Nhiệm kì             | Nhiệm kì             |
| STT               | Tên                            | Chân dung | Quân hàm                                          | Bắt đầu              | Kết thúc             |
| ----------------- | ------------------------------ | --------- | ------------------------------------------------- | -------------------- | -------------------- |
| 1                 | Nakamuta Kuranosuke            |           | Phó Đô đốc                                        | 26 tháng 4 năm 1886  | 8 tháng 3 năm 1889   |
| 2                 | Nire Kagenori                  |           | Phó Đô đốc                                        | 8 tháng 3 năm 1889   | 17 tháng 6 năm 1891  |
| 3                 | Akamatsu Noriyoshi             |           | Phó Đô đốc                                        | 17 tháng 6 năm 1891  | 12 tháng 12 năm 1892 |
| 4                 | Itō Sukeyuki                   |           | Phó Đô đốc                                        | 12 tháng 12 năm 1892 | 20 tháng 5 năm 1893  |
| 5                 | Inoue Yoshika                  |           | Phó Đô đốc                                        | 20 tháng 5 năm 1893  | 16 tháng 2 năm 1895  |
| 6                 | Aiura Norimichi                |           | Phó Đô đốc                                        | 16 tháng 2 năm 1895  | 9 tháng 4 năm 1897   |
| 7                 | Tsuboi Kōzō                    |           | Phó Đô đốc                                        | 9 tháng 4 năm 1897   | 30 tháng 1 năm 1898  |
| 8                 | Samejima Kazunori              |           | Phó Đô đốc                                        | 1 tháng 2 năm 1898   | 19 tháng 1 năm 1899  |
| 9                 | Aiura Norimichi                |           | Phó Đô đốc                                        | 19 tháng 1 năm 1899  | 20 tháng 5 năm 1900  |
| 10                | Inoue Yoshika                  |           | Phó Đô đốc Đô đốc (sau ngày 12 tháng 12 năm 1901  | 20 tháng 5 năm 1900  | 20 tháng 12 năm 1905 |
| 11                | Kamimura Hikonojō              |           | Phó Đô đốc                                        | 20 tháng 12 năm 1905 | 1 tháng 12 năm 1909  |
| 12                | Uryū Sotokichi                 |           | Phó Đô đốc Đô đốc (sau ngày 16 tháng 10 năm 1912) | 1 tháng 12 năm 1909  | 1 tháng 12 năm 1912  |
| 13                | Yamada Hikohachi               |           | Phó Đô đốc                                        | 1 tháng 12 năm 1912  | 29 tháng 5 năm 1914  |
| 14                | Ijichi Suetaka                 |           | Phó Đô đốc                                        | 29 tháng 5 năm 1914  | 23 tháng 9 năm 1915  |
| 15                | Fujii Kōichi                   |           | Phó Đô đốc                                        | 23 tháng 9 năm 1915  | 1 tháng 12 năm 1916  |
| 16                | Prince Higashifushimi Yorihito |           | Phó Đô đốc                                        | 1 tháng 12 năm 1916  | 1 tháng 12 năm 1917  |
| 17                | Nawa Matahachirō               |           | Phó Đô đốc Đô đốc (sau ngày 2 tháng 7 năm 1918)   | 1 tháng 12 năm 1917  | 24 tháng 8 năm 1920  |
| 18                | Yamaya Tanin                   |           | Đô đốc                                            | 24 tháng 8 năm 1920  | 27 tháng 7 năm 1922  |
| 19                | Takarabe Takeshi               |           | Đô đốc                                            | 27 tháng 7 năm 1922  | 15 tháng 5 năm 1923  |
| 20                | Nomaguchi Kaneo                |           | Đô đốc                                            | 15 tháng 5 năm 1923  | 5 tháng 2 năm 1924   |
| 21                | Horinouchi Saburō              |           | Phó Đô đốc                                        | 5 tháng 2 năm 1924   | 1 tháng 12 năm 1924  |
| 22                | Katō Hiroharu                  |           | Phó Đô đốc                                        | 1 tháng 12 năm 1924  | 10 tháng 12 năm 1926 |
| 23                | Okada Keisuke                  |           | Đô đốc                                            | 10 tháng 12 năm 1926 | 20 tháng 4 năm 1927  |
| 24                | Abo Kiyokazu                   |           | Đô đốc                                            | 20 tháng 4 năm 1927  | 16 tháng 5 năm 1928  |
| 25                | Yoshikawa Yasuhira             |           | Phó Đô đốc                                        | 16 tháng 5 năm 1928  | 10 tháng 12 năm 1928 |
| 26                | Yamamoto Eisuke                |           | Phó Đô đốc                                        | 10 tháng 12 năm 1928 | 11 tháng 11 năm 1929 |
| 27                | Ōsumi Mineo                    |           | Phó Đô đốc Đô đốc (sau ngày 1 tháng 4 năm 1931)   | 11 tháng 11 năm 1929 | 1 tháng 12 năm 1931  |
| 28                | Nomura Kichisaburō             |           | Phó Đô đốc                                        | 1 tháng 12 năm 1931  | 2 tháng 2 năm 1932   |
| 29                | Yamamoto Eisuke                |           | Đô đốc                                            | 2 tháng 2 năm 1932   | 10 tháng 10 năm 1932 |
| 30                | Nomura Kichisaburō             |           | Phó Đô đốc Đô đốc (sau ngày 1 tháng 3 năm 1933)   | 10 tháng 10 năm 1932 | 15 tháng 11 năm 1933 |
| 31                | Nagano Osami                   |           | Phó Đô đốc Đô đốc (sau ngày 30 tháng 3 năm 1934)  | 15 tháng 11 năm 1933 | 15 tháng 11 năm 1934 |
| 32                | Suetsugu Nobumasa              |           | Đô đốc                                            | 15 tháng 11 năm 1934 | 2 tháng 12 năm 1935  |
| 33                | Yonai Mitsumasa                |           | Phó Đô đốc                                        | 2 tháng 12 năm 1935  | 1 tháng 12 năm 1936  |
| 34                | Hyakutake Gengo                |           | Phó Đô đốc Đô đốc (sau ngày 1 tháng 4 năm 1937)   | 1 tháng 12 năm 1936  | 25 tháng 4 năm 1938  |
| 35                | Hasegawa Kiyoshi               |           | Phó Đô đốc Đô đốc (sau ngày 1 tháng 4 năm 1939)   | 25 tháng 4 năm 1938  | 1 tháng 5 năm 1940   |
| 36                | Oikawa Koshirō                 |           | Đô đốc                                            | 1 tháng 5 năm 1940   | 5 tháng 9 năm 1940   |
| 37                | Shiozawa Kōichi                |           | Đô đốc                                            | 5 tháng 9 năm 1940   | 10 tháng 9 năm 1941  |
| 38                | Shimada Shigetarō              |           | Đô đốc                                            | 10 tháng 9 năm 1941  | 18 tháng 10 năm 1941 |
| 39                | Hirata Noboru                  |           | Phó Đô đốc                                        | 18 tháng 10 năm 1941 | 10 tháng 11 năm 1942 |
| 40                | Koga Mineichi                  |           | Đô đốc                                            | 10 tháng 11 năm 1942 | 21 tháng 4 năm 1943  |
| Chỉ huy tạm quyền | Mikawa Gunichi                 |           | Phó Đô đốc                                        | 21 tháng 4 năm 1943  | 21 tháng 5 năm 1943  |
| 41                | Toyoda Soemu                   |           | Đô đốc                                            | 21 tháng 5 năm 1943  | 3 tháng 5 năm 1944   |
| 42                | Yoshida Zengo                  |           | Đô đốc                                            | 3 tháng 5 năm 1944   | 2 tháng 8 năm 1944   |
| 43                | Nomura Naokuni                 |           | Đô đốc                                            | 2 tháng 8 năm 1944   | 15 tháng 9 năm 1944  |
| 44                | Tsukahara Nishizō              |           | Phó Đô đốc                                        | 15 tháng 9 năm 1944  | 1 tháng 5 năm 1945   |
| 45                | Tozuka Michitarō               |           | Phó Đô đốc                                        | 1 tháng 5 năm 1945   | 20 tháng 11 năm 1945 |
| Chỉ huy tạm quyền | Komura Keizō                   |           | Chuẩn Đô đốc                                      | 20 tháng 11 năm 1945 | 30 tháng 11 năm 1945 |

## Ngoài ra
- Hoạt động Hạm đội Hoa Kỳ Yokosuka